# Head Hunters
Head Hunters — двенадцатый студийный альбом американского джазового музыканта Херби Хэнкока, вышедший 13 октября 1973 года на Columbia Records. Альбом записывался в течение сентября 1973 года в студиях Wally Heider и Different Fur Trading Co., расположенных в Сан-Франциско. Head Hunters стал ключевым релизом в творческой биографии Херби Хэнкока, а также вошёл в историю джаза, как один из основополагающих альбомов в стиле джаз-фьюжн. В 2003 году журнал Rolling Stone включил этот альбом в книжную версию 500 величайших альбомов всех времён. В 2007 году Американская Библиотека Конгресса добавила его в Национальный реестр звукозаписи, в который вносятся музыкальные записи «наиболее важные с культурной, исторической и эстетической точек зрения».

## Запись альбома
Секстет Mwandishi записал два альбома под именем Херби Хэнкока на лейбле Warner Bros. Records: Mwandishi (1971) и Crossings (1972). Херби перешел на Columbia Records в начале 1973 года и записал Sextant (1973), который оказался его последним альбомом с группой Mwandishi. Но столкнувшись со звукозаписывающей компанией, у которой не было маркетинговых и рекламных связей с черным музыкальным рынком, и из-за тяжелого финансового бремени постоянных гастролей с большим ансамблем, Хэнкок в конечном итоге распустил группу вскоре после выпуска альбома и решил заняться чем-то другим. Однако не только экономические причины заставили Хэнкока изменить своё звучание. В то же самое время Херби был под впечатлением от фанковых хитов Джеймса Брауна «Papa's Got a Brand New Bag» и «Thank You For Letting Me Be Myself Again» Слая Стоуна, которая его просто поразила.

«Я стал ощущать, что провожу много времени, исследуя верхние слои музыкальной атмосферы, всё более и более неземные и отдалённые. В какой-то момент возникла необходимость снова вернуться на Землю и почувствовать привязанность, свою связь с Землёй… У меня возникло чувство, что мы (Секстет) играем слишком перегруженную музыку, и я устал от этого. Мне хотелось поиграть что-нибудь более лёгкое»
— с переиздания 1997 года
Для записи альбома Хэнкок собрал новых музыкантов, из которых только Бенни Мопин, такой же поклонник фанка и соула, был участником «Секстета», и наняв барабанщика Харви Мейсона, перкуссиониста Билла Саммерса и басиста Пола Джексона, Хэнкок сформировал новую группу. «Я хотел чего-то примитивного и земного, но с интеллектуальным компонентом — умное название, которое заставило бы людей задуматься», — рассказал он. «Альбомы Crossings и Sextant оба включали африканские образы на своих обложках, и я определённо хотел джунгли в названии. И — о, да — было бы неплохо, если бы название имело и сексуальный смысл. В конце концов, это были 70-е, и мы были группой молодых парней. Это было слишком много для названия, но меня внезапно осенило: Head Hunters!».
Херби сам исполнил все синтезаторные партии и решил полностью отказаться от использования гитар, предпочтя им клавинет, который и придал альбому характерный звук. Ритм-секция по звучанию тяготела к ритм-н-блюзу, при этом были задействованы расслабленные фанковые ритмы, что весьма способствовало успеху релиза у широкой публики. Пожалуй, один из самых важных альбомов в стиле джаз-фьюжн (даже, наверное, можно назвать его «джаз-фанковым прорывом»), Head Hunters приучил любителей фанка к джазовой музыке, а любителей джаза — к фанку.

### Chameleon
Альбом начинается с композиции «Chameleon», с характерным танцевальным фанк-ритмом, цепляющей бас-линией, сыгранной на синтезаторе ARP Odyssey, и длинными соло Херби Хэнкока на клавишных. По мнению электронного издания Pitchfork, клавишное соло Хэнкока во второй половине многогранного трека «Chameleon» является одним из самых страстных за всю его многолетнюю карьеру, а его минималистский, почти чисто ударный подход к электросинтезатору здесь работает идеально.

### Watermelon Man
Второй трек, «Watermelon man», — единственный, который не был написан специально для альбома. Старый хит, написанный Хэнкоком ещё во времена его увлечения хард-бопом и вышедший на пластинке Takin’ Off  (1962), переработан Хэнкоком и Мэйсоном и начинается с легко узнаваемого вступления, в котором Билл Саммерс дует в горлышко от пивной бутылки, имитируя хиндеуху (hindewhu) — музыкальный инструмент центральноафриканских пигмеев. Далее в композиции используется масса африканской перкуссии. 

### Sly
«Sly» посвящена знаменитому фанковому музыканту Слаю Стоуну, лидеру группы Sly & the Family Stone. В треке задействован один из самых одаренных басистов своей эпохи Пол Джексон, а также тонкие барабанные партии Харви Мейсона — оба они обеспечивают ритмическую основу высочайшего качества. По мнению Mixdown Magazine, «Sly» является вершиной этого альбома, одним из лучших фанковых джемов в истории. Он не только демонстрирует новообретенное понимание Херби фанка, но и его готовность расширить границы жанра, привнеся в него свой собственный новаторский джазовый композиционный стиль.

### Vein Melter
Завершается альбом медленной композицией «Vein Melter» — таинственно звучащей мелодией, исполненной Мопином поверх повторяющегося рисунка барабанов. Она разработана пентатоническим соло Херби Хэнкока; в начале его музыкальные фразы повторяются и расстраиваются с помощью эхо-устройства.

## Релиз альбома
Сильно отредактированные версии композиций Chameleon и Vein Melter были выпущены синглом-сорокопяткой, который поднялся в чарте Billboard Hot 100 до 42-го места. Выпущенный в октябре 1973 года, Head Hunters стал первым платиновым альбомом в истории джаза. 
После основного релиза альбом также вышел в квадрафоническом варианте на пластинке и на 8-дорожечном ленточном картридже (8-track tape) в 1974 году. Четырёхканальный вариант содержал некоторые звуки, которые не слышны в стерео-варианте, в частности, мелодию продолжительностью в пару секунд во вступлении к Sly. Он был впоследствии переиздан в цифровом виде на SACD (Columbia/Legacy CS 65123).
К моменту издания на компакт-диске в 1992 году, альбом Head hunters был самым продаваемым джазовым альбом в мире и стал источником вдохновения не только для джазовых музыкантов, но также и для музыкантов, играющих фанк, соул и хип-хоп. 
Музыканты коллектива Headhunters продолжили работу с Херби Хэнкоком, записав несколько альбомов, включая Thrust (1974), Man-Child (1975), Flood (концертный альбом, записанный в 1975 году в Японии), Secrets (1976) и Sunlight (1977). После этого они записали ещё пару замечательных фанковых альбомов Survival of the Fittest (1975) и Straight from the Gate (1978), первый из которых был спродюсирован Хэнкоком и содержал большой хит «God Make me Funky».

## Признание и критика
Сразу после своего релиза Head Hunters стал коммерческим хитом и получил признание критиков. Нэт Фридлэнд в своей рецензии на альбом для журнала Billboard, написал: «Хэнкок специально пытается перенести свои потрясающие джазовые приёмы игры на клавишных в музыку, которая сочетает в себе привлекательность соула в его самом фанковом проявлении и полеты импровизационной формы игры». А Чак Митчелл в рецензии для журнала DownBeat дал альбому пять звезд, написав: «Херби Хэнкок сумел привести своё звучание к более фундаментальной, легко передаваемой форме, не идя на компромиссы в областях энергии, интенсивности и музыкального разнообразия. У него есть и навыки, и творческое видение, чтобы избежать ловушки повторения, которую теперь ему подарит обманчиво простой подход».
Журнал Jazzwise, включивший Head Hunters в свой список «100 джазовых альбомов, которые потрясли мир», пишет: «Релиз представлял собой разворот впечатляющих масштабов от более эзотерического направления, намеченного в Crossings и Sextant, к альбому, нацеленному прямо на танцпол, где он и оказался на высоте. „Chameleon“, сингл с альбома, помог альбому подняться в чарте Billboard до 13-го места и сделал его одним из самых продаваемых джазовых альбомов всех времен».
Как считает онлайн-издание uDiscoverMusic, обеспокоенный тем, что эзотерическая и абстрактно звучащая музыка его группы Mwandishi не нашла отклика у многих слушателей, альбом Хэнкока Head Hunters заставил его радикально изменить направление. «Благодаря слиянию джазовых импровизаций с приземленными электрическими фанковыми грувами, вдохновленными Слаем Стоуном и Джеймсом Брауном, Head Hunters стал бестселлером и оказался переломным моментом для Хэнкока, превратив его в настоящую джазовую суперзвезду».
Музыкальный критик Джон Рокуэлл в своём обзоре для The New York Times с сожалением отмечает: «Head Hunters, несомненно, продолжит продавать много записей, но таким образом, который, кажется, не соответствует ни джазовому потенциалу г-на Хэнкока, ни лучшему из того, что он может предложить миру популярной музыки».

## Список композиций
Сторона 1:
1. Chameleon (Hancock/Jackson/Mason/Maupin) — 15:41
2. Watermelon Man (Hancock) — 6:29

Сторона 2:
1. Sly (Hancock) — 10:15
2. Vein Melter (Hancock) — 9:09

## Сингл
- Chameleon (2:50)/Vein Melter (4:00) — Columbia 4-46002; 1974

## Участники записи
- Херби Хэнкок (Herbie Hancock) — синтезаторы: Fender Rhodes electric piano, Hohner D6 clavinet, ARP Odyssey, ARP Soloist synthesizer;
- Бенни Мопин (Bennie Maupin) — сопрано-саксофон, тенор-саксофон, сакселло, бас-кларнет, альт-флейта;
- Пол Джексон (Paul Jackson) — бас-гитара, маримба;
- Билл Саммерс (Bill Summers) — конги, шекере, балафон, агого, кабаса, хиндеуху, тамбурин, сурдо, ганкогуи, бутылка из под пива;
- Харви Мэйсон (Harvey Mason) — барабаны Yamaha.